# Sóc linh dương Texas
Sóc linh dương Texas, tên khoa học Ammospermophilus interpres, là một loài động vật có vú trong họ Sóc, bộ Gặm nhấm. Loài này được Merriam mô tả năm 1890.